# Marie Henriksson
Marie Henriksson (* 17. Juni 1955 in Karlstad) ist eine schwedische Curlerin. 
Henriksson spielte als Lead der schwedischen Mannschaft bei den XV. Olympischen Winterspielen 1988 in Calgary im Curling. Die Mannschaft von Skip Elisabeth Högström gewann die olympische Silbermedaille nach einer 5:7-Niederlage im Finale gegen Kanada um Skip Linda Moore. Da Curling damals noch eine Demonstrationssportart war, besitzt die Medaille keinen offiziellen Status.
1988 wurde Henriksson in Perth Europameisterin.

## Erfolge
- Europameisterin 1988
- 2. Platz Olympische Winterspiele 1988 (Demonstrationswettbewerb)